# Strobl
Strobl is een gemeente in de Oostenrijkse deelstaat Salzburger Land, gelegen in het district Salzburg-Umgebung. De gemeente heeft ongeveer 3500 inwoners.

## Geografie
Strobl heeft een oppervlakte van 93,89 km². De gemeente ligt in het middennoorden van Oostenrijk, dicht bij de grens met de Duitse deelstaat Beieren.

## Opmerkelijke bewoners
- Hugo von Hofmannsthal koos Strobl als zijn favoriete toevluchtsoord.
- In Strobl stond het zomerhuis van acteur Emil Jannings, waar hij in 1950 stierf.
- In mei 1945 diende acteur Theo Lingen enkele dagen als de feitelijke burgemeester van de stad.
- In het voorjaar van 1945 werd koning Leopold III van België met zijn familie hier gevangen gehouden als krijgsgevangene totdat hij werd bevrijd door de 106e cavaleriegroep van het Amerikaanse leger in mei 1945.
- In 1973 woonde Hildegard Knef in het Hubertushof-jachthuis van prins Fürstenberg.

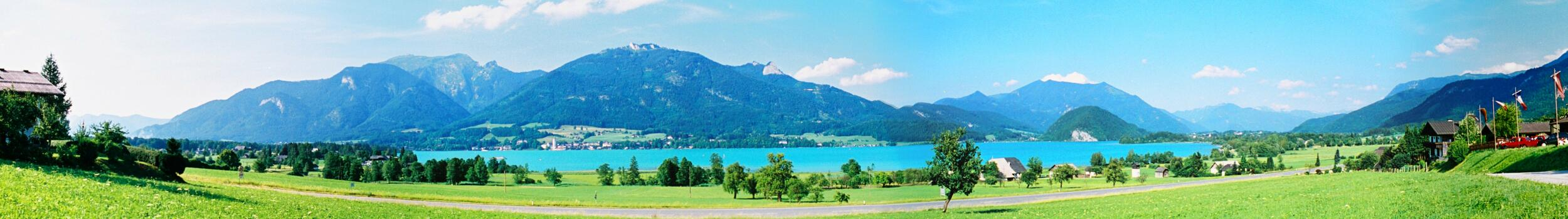
Strobl

Anif · Anthering · Bergheim · Berndorf bei Salzburg · Bürmoos · Dorfbeuern · Ebenau · Elixhausen · Elsbethen · Eugendorf · Faistenau · Fuschl am See · Großgmain · Göming · Grödig · Hallwang · Henndorf am Wallersee · Hintersee · Hof · Koppl · Köstendorf · Lamprechtshausen · Mattsee · Neumarkt am Wallersee · Nußdorf am Haunsberg · Oberndorf bei Salzburg · Obertrum · Plainfeld · Schleedorf · Seeham · Seekirchen am Wallersee · St. Georgen bei Salzburg · St. Gilgen · Straßwalchen · Strobl · Thalgau · Wals-Siezenheim
- Gemeinsame Normdatei: 4118859-7
- Library of Congress Control Number: n85206344
- Nationale Bibliotheek van Israël: 987007560068905171
- Virtual International Authority File: 124970969
- WorldCat: E39PBJyrVymhkDKmKVrcbp9VYP